# Florian Cossen
Florian Micoud Cossen (* 3. Januar 1979 in Tel Aviv, Israel) ist ein deutscher Filmregisseur und Drehbuchautor. Bekanntheit erlangte er durch sein mehrfach preisgekröntes Spielfilmdebüt Das Lied in mir (2010).

## Leben
Florian Cossen wuchs als Sohn eines deutschen Diplomaten in Israel, Montreal und Barcelona auf. Im Jahr 1994 übersiedelte er nach Deutschland. Dort legte Cossen in Bonn sein Abitur ab und absolvierte seinen Zivildienst. Mit dem Film kam er relativ spät, während seiner Zivildienstzeit, durch den befreundeten Kanadier und Filmemacher Antonin Monmart in Berührung. Daraufhin folgten ab 1999/2000 Praktika in den Bereichen Regie, Drehbuchentwicklung und Produktion, die ihn nach Köln und Costa Rica führten. Nachdem er an der Filmhochschule in Berlin abgelehnt worden war, begann Cossen im Jahr 2002 ein Studium mit dem Schwerpunkt Regie / Szenischer Film an der staatlichen Filmakademie Baden-Württemberg in Ludwigsburg. Dort arbeitete er anfänglich als Regieassistent.
Während seines Studiums inszenierte Cossen mehrere Kurzfilme, darunter Wolfsnacht (2005) und gemeinsam mit Antonin Monmart L’Oubli – Das Vergessen (2006), der in Kanada gedreht wurde. Mit seinen Regiearbeiten fand er unter anderem bei den Internationalen Hofer Filmtagen oder dem World Film Festival in Montreal Aufnahme. Stipendien führten Cossen unter anderem an die UCLA in Los Angeles und 2006 an die Universidad del Cine in Buenos Aires. Sein sechsmonatiger Studienaufenthalt in der argentinischen Hauptstadt ging mit dem Jahrestag der Militärdiktatur und der Berichterstattung um verschwundene und zwangsadoptierte Babys einher, die von den Abuelas de Plaza de Mayo gesucht und in ihre Ursprungsfamilien zurückgeführt werden. Dies inspirierte Cossen zur Recherche für seinen Diplomfilm Das Lied in mir (2010). Die Geschichte handelt von einer 30-jährigen Deutschen (gespielt von Jessica Schwarz), die durch das Hören eines spanischen Wiegenliedes in Buenos Aires zufällig herausfindet, dass sie die Tochter zweier während der argentinischen Militärdiktatur verschwundener Regime-Gegner („Desaparecidos“) ist.
Bei der Realisierung von Das Lied in mir vermied es Cossen einen dokumentarischen Ansatz zu verfolgen. „Als Filmemacher bin ich Manipulator. Ich bin ein Geschichtenerzähler und da wäre altes Doku- oder Fotomaterial fehl am Platze gewesen.“, so Cossen. Sein Langfilmdebüt, in weiteren Rollen mit Michael Gwisdek und Beatriz Spelzini besetzt, brachte dem Deutschen großes Lob seitens der Kritik sowie mehrere internationale Festivalpreise ein. Zwar würden die historisch-politischen Dimensionen der Geschichte eher in den Hintergrund treten, doch sei Das Lied in mir ein „ästhetisch und erzählerisch konzentrierte[s] Drama“, so der film-dienst, der auch ausgefeilte Bildkompositionen und eine bewundernswerte Fokussierung auf die nuanciert gespielte Hauptfigur bemerkte. Cossen selbst wurde für seinen Abschlussfilm an der Filmhochschule mit einer Nominierung für den Deutschen Filmpreis als bester Regisseur belohnt.
Zur Finanzierung seines Studiums drehte Cossen unter anderem Imagefilme für diverse deutsche Unternehmen. Als einen ihn prägenden Film nennt er Wim Wenders’ Paris, Texas.

## Filmografie (Auswahl)

### Regisseur
- 2002: Stiller Ozean (Kurzfilm)
- 2003: Der andere Blick – Vier Gewinnt (Kurzfilm)
- 2003: Zweistimmig (Kurzfilm)
- 2004: Eistag (Kurzfilm)
- 2005: Wolfsnacht (Kurzfilm)
- 2006: L’Oubli – Das Vergessen (L’Oubli; Kurzfilm)
- 2010: Das Lied in mir
- 2015: Coconut Hero
- 2016: Die Ermittler – Nur für den Dienstgebrauch
- ab 2017: Deutschland 86 (Fernsehserie)
- 2024: Mary & George (Miniserie)

### Drehbuchautor
- 2010: Das Lied in mir

## Auszeichnungen
- 2010: Publikumspreis des Montréal World Film Festivals für Das Lied in mir
- 2010: FIPRESCI-Preis sowie eine Lobende Erwähnung der Ökumenischen Jury Montréal World Film Festival für Das Lied in mir
- 2010: Goldenes Auge auf dem Zurich Film Festival für Das Lied in mir (Bester Film im deutschsprachigen Spielfilmwettbewerb)
- 2010: Eastman-Förderpreis auf den Internationalen Hofer Filmtagen für Das Lied in mir
- 2010: Berndt-Media Preis für den besten Filmtitel auf dem Kinofest Lünen für Das Lied in mir
- 2010: Debütfilmpreis des Filmfests Biberach für Das Lied in mir
- 2011: nominiert für den Deutschen Filmpreis für Das Lied in mir (Beste Regie)